# اکسپوزینگ د سیکنس
اکسپوزینگ د سیکنس (به انگلیسی: Exposing the Sickness) دومین آلبوم کامل از دیوا دیستراکشن می‌باشد که در ۲۵ فوریهٔ سال ۲۰۰۳ منتشر گردید.